# Cathédrale Saint-Anne de Santa Ana
Cette  cathédrale n’est pas la seule cathédrale Sainte-Anne.
La cathédrale Sainte-Anne de Santa Ana est une cathédrale située à Santa Ana au Salvador. C'est le siège du diocèse de Santa Ana.

## Description
La cathédrale de Santa Ana est considérée comme l'édifice religieux le plus élégant du Salvador.
Elle a été construite en briques rouges enduites de plâtre blanc.
Il y a trois cloches dans chacune des tours.
À l'intérieur figurent des icônes et des reliques dont certaines remontent au XVIe siècle.
Le principal autel de la cathédrale est entièrement fait de marbre.
La cathédrale est dédiée à Anne, la mère de Marie.
Elle a été construite dans un style néo-gothique avec des éléments néo-byzantins, contrairement au style colonial espagnol de la plupart des cathédrales d'Amérique latine.

## Histoire
Elle a été construite à partir de 1905 et achevée en 1959.
Elle a été déclarée monument national par le congrès du pays en 1995.

## Dimensions
Les dimensions de l'édifice sont les suivantes :
- hauteur de la nef centrale : 22 m ;
- hauteur des deux nefs latérales : 18 m ;
- longueur : 93 m ;
- hauteur des tours : 39 m ;
- largeur au transept : 42 m ;
- largeur de la nef centrale : 8 m ;
- superficie occupée par le bâtiment : 2 473 m2.

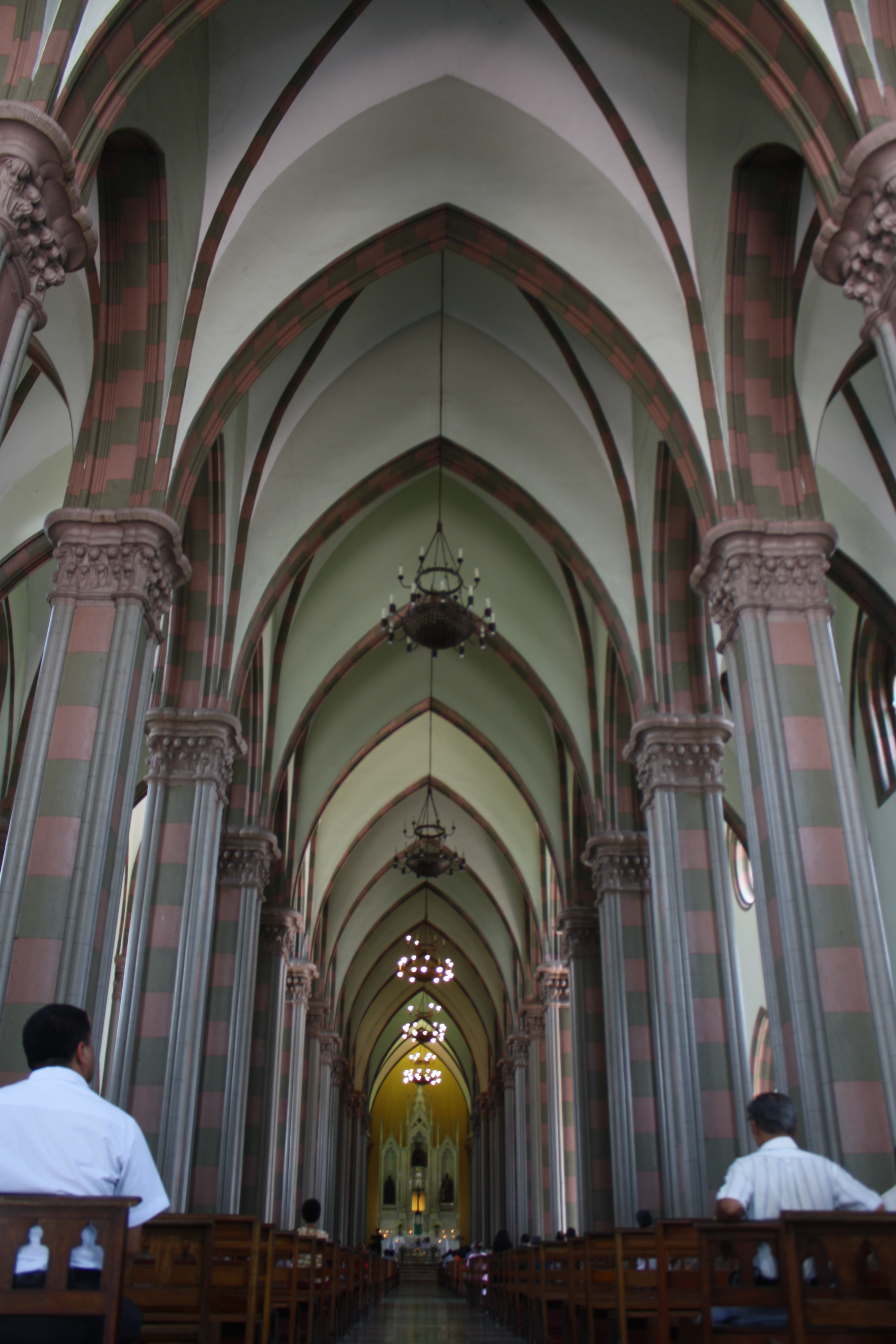
Intérieur de la cathédrale